# Gare de Green River (Utah)
La gare de Green River (Utah) est une gare ferroviaire des États-Unis, située sur le territoire de Green River dans l'État de l'Utah.

## Service des voyageurs

### Desserte
Elle est desservie par une liaison longue-distance Amtrak :
- le California Zephyr, d'Emeryville à Chicago